# Phasenintegral (Hamilton-Mechanik)
Das Phasenintegral {\displaystyle J} im Hamilton-Formalismus ist eine Größe bei Systemen mit periodischem Orbit. Das Integral hat die Dimension einer Wirkung. Es ist definiert als
{\displaystyle J=\oint {p_{j}\mathrm {d} q_{j}}},
wobei
- {\displaystyle q_{j}} eine generalisierte Ortskoordinate
- {\displaystyle p_{j}} der zugehörige generalisierte Impuls sind

und über eine Periode integriert wird.
In näherungsweisen Lösungen der Quantenmechanik wie dem Bohr-Sommerfeldschen Atommodell und in der WKB-Näherung für stationäre Systeme muss diese Größe ein Vielfaches des planckschen Wirkungsquantums sein.